# LA 라구나 FC
LA 라구나 FC(LA Laguna FC)는 미국 로스앤젤레스 에어리어를 연고로 하는 미국 축구팀이다. 2010년에 창단된 이 팀은 서부 컨퍼런스 사우스웨스트 디비전의 아메리칸 사커 피라미드의 네 번째 계층인 프리미어 디밸롭먼트 리그(PDL, 현 USL 리그 2)에서 뛰었다.
이 팀은 2016년 5월부터 산타아나 스타디움과 시트러스 칼리지 및 포모나 칼리지에서 홈 경기 중 일부를 치룰 예정이다.

## 로스앤젤레스 아줄 레전즈
로스앤젤레스 아줄 레전즈는 미국 캘리포니아주 로스앤젤레스를 연고지로 하는 순수 아마추어 축구팀이다. 현재 USL 프리미어 디벨로프먼트 리그에 참가하고 있으며 성적은 중위권이다. 창단 당시에는 로스앤젤레스 스톰, 2008년부터 2009년까지는 로스앤젤레스 레전즈였다가 2010년 크루스 아술과 제휴 계약을 맺으면서 이름도 현재의 이름으로 바꾸었다.

## 선수 명단

### 현역
참고: FIFA 자격 규정에 따라 소속된 국가대표팀 국기를 표시합니다. 선수는 복수의 FIFA 비회원국 국적을 가지고 있을 수 있습니다.
| 번호 | 포지션 | 국적     | 이름            |
| ---- | ------ | -------- | --------------- |
| 1    | GK     | 잉글랜드 | 매튜 말락       |
| 3    | DF     | 잉글랜드 | 자미쉬 홀레이트 |
| 10   | MF     |          | 라미로 디아즈   |

| 번호 | 포지션 | 국적       | 이름              |
| ---- | ------ | ---------- | ----------------- |
| 13   | MF     | 바베이도스 | 크리스찬 킹       |
| 14   | MF     |            | 알베르토 가르시아 |
| 17   | DF     | 엘살바도르 | 디에고 칼릭스     |
| 21   | FW     | 나이지리아 | 스테판 몽구       |